# Violencia vicaria
La violencia vicaria (a veces denominada violencia por sustitución) es una expresión de uso reciente aplicada en el ámbito de la violencia de género contra la mujer que denomina a una forma de violencia por interpósita persona (es decir, dañando a un tercero para afectar a la víctima) por la que un hombre ataca a la hija o hijo de una madre con el objetivo de causarle dolor.
En el caso de la violencia vicaria, la violencia de género no solo tiene como víctima a la mujer, también, y principalmente, son víctimas sus hijas e hijos. Se considera «la expresión más cruel de la violencia de género».

## Definición
La violencia vicaria se ha definido como un tipo de violencia ejercida por un progenitor maltratador como instrumento para causar daño al otro utilizando a sus hijos e incluso a los descendientes en común, que puede llegar, en casos extremos, a terminar con la vida de estos. Normalmente se ejerce sobre menores de edad, pero también puede llevarse a cabo sobre cualquier otro bien o sujeto que sea apreciado por la mujer maltratada.
Este fenómeno forma parte de los mecanismos de violencia psicológica utilizados por el maltratador y es considerado por diversas personas expertas en violencia de género como un tipo de violencia instrumental. Al atentar contra la integridad emocional de la víctima, la Organización Mundial de la Salud y algunos colegios de psicología han señalado que estos procesos de violencia provocan «terribles consecuencias psicológicas difícilmente reversibles», pues ocasionan en aquella una «tortura mental» y el «vivir con el miedo y terror», que son los objetivos perseguidos por el agresor.
Puede estar penado como un caso de filicidio, esto es, un asesinato con agravante de parentesco entre el asesino y la víctima, pero además si tiene agravante de alevosía conlleva una mayor pena en la responsabilidad criminal del reo.
La psicóloga clínica y feminista argentina Sonia Vaccaro, quien lleva estudiando este tipo de violencia desde 2012, fue quien acuñó la expresión violencia vicaria.

Es aquella violencia que se ejerce sobre los hijos/as para herir a la mujer. Es una violencia secundaria a la víctima principal, que es la mujer. Es a la mujer a la que se quiere dañar y el daño se hace a través de terceros, por interpósita persona. El maltratador sabe que dañar o asesinar a los hijos/hijas es asegurarse de que la mujer no se recuperará jamás (Sonia Vaccaro, 2016).

En entrevista a LATFEM Vaccaro expresó que «en la violencia vicaria estamos hoy como estábamos en los comienzos de la violencia de género» y agregó: «cuando la mujer plantea la separación, cuando se produce el divorcio y, especialmente, cuando la mujer forma una nueva pareja», cuando la mujer estaría más expuesta a este tipo de violencia.

## Por países

### Argentina
La psicóloga clínica y forense Sonia Vaccaro, quién acuñara el concepto violencia vicaria, es originaria de Argentina y desarrolla su actividad profesional en España. Según ella misma expresa, incluye una perspectiva de género en las áreas en las que, como profesional, interviene.
En el año 2021, en el contexto de la celebración del Día Internacional de la Eliminación de la Violencia contra la Mujer, el Ministerio de las Mujeres, Géneros y Diversidad lanzó una campaña para «visibilizar las violencias contra las madres y sus hijos». El Ministerio Público Tutelar advierte que la «violencia vicaria existe» y la define como «un tipo de violencia de género de parte de un agresor contra chicas y chicos como objeto para seguir maltratando a la mujer». A la campaña le acompañaron frases como: «Yo también soy víctima cuando mi mamá denuncia y no la escuchan» o las mujeres «son víctimas y la violencia la sufre toda la familia». Puntualiza que en Argentina, cuando el resultado de la violencia vicaria es la muerte de la o las víctimas, se conoce como «feminicidio vinculado».

### Colombia
En Colombia la violencia vicaria no es reconocida. Según estudio realizado por Diana Carolina Tibaná-Ríos, Diana Alejandra Arciniegas-Ramírez e Ingrid Julieth Delgado-Hernández sobre datos de 2017, quien se basó en los registros de la Comisaría segunda de familia de Soacha, en su ámbito, se dieron 65 casos de violencia vicaria. «En lo analizado, no se evidenció algún caso donde los límites del maltrato hacia un hijo-a lo llevaran a la muerte», aunque en muchos de estos casos se amenazó a la madre con matarlos.

### España

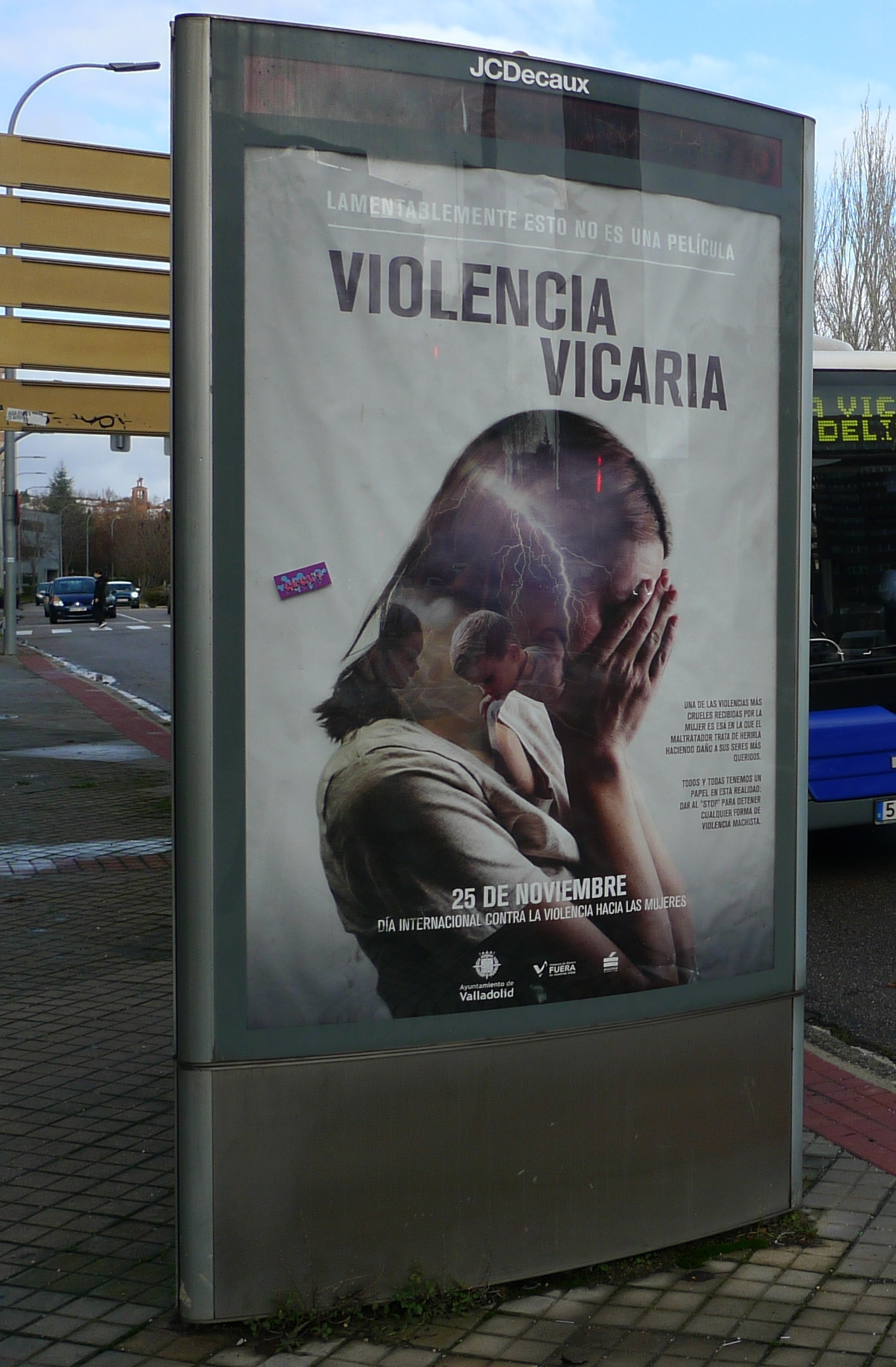
Publicidad institucional del Ayuntamiento de Valladolid, España, contra la violencia vicaria, instalada para el 25 de noviembre, Día Internacional de la Eliminación de la Violencia contra la Mujer

El profesor de Medicina Legal en la Universidad de Granada y ex delegado del Gobierno para Violencia de Género Miguel Lorente definió la violencia vicaria como aquella "que, cuando busca herir y dañar a la mujer, en lugar de hacerlo directamente, busca hacer daño a personas que tengan especial significado para ella". Por su parte, la abogada especialista en violencia de género e investigadora de la Universidad de Granada María del Carmen Peral López define la violencia vicaria como un mecanismo enmarcado dentro de la violencia de género y como tal tiene cabida en la utilización que hace el maltratador para hacer daño a la mujer víctima a través de tercera persona, fundamentalmente hijas e hijos.
En España el concepto es recogido por la ley desde 2015, en la Ley Orgánica 1/2004 de Medidas de Protección Integral contra la Violencia de Género, en los siguientes términos: «La violencia vicaria es una forma de violencia machista. Los hijos e hijas de las mujeres víctimas de violencia de género, así como las niñas y niños menores sujetos a su tutela, guarda y custodia, son víctimas directas de este tipo de violencia». También fue incluido en 2017 en el Pacto de Estado contra la Violencia de Género, donde se califica la violencia vicaria o violencia “por interpósita persona” como “el daño más extremo que puede ejercer el maltratador hacia una mujer: dañar y/o asesinar a los hijos/as".
Desde 2015, con la reforma del Código Penal, los casos de asesinato de menores por violencia vicaria son penados con prisión permanente revisable. El Ministerio del Interior detectó que en junio de 2021 al menos 471 menores se encontraban en riesgo de sufrir violencia vicaria.
Como medio de protección a los menores, el 4 de junio de 2021 se publicó en el BOE una reforma del artículo 94 del Código Civil que rechaza establecer un régimen de visitas respecto del progenitor que "esté incurso en un proceso penal" por violencia doméstica contra el otro cónyuge o por violencia de género. Dicha reforma entró en vigor el 3 de septiembre del mismo año.
El 11 de noviembre de 2021, a través del Diputado del Común, el Parlamento de Canarias organizó unas jornadas sobre la violencia vicaria, para su visibilización y debate institucional.
Ese mismo año se publicó el informe Violencia vicaria: un golpe irreversible contra las madres, coordinado por la Asociación de Mujeres de Psicología Feminista de Granada y financiado por la Consejería de Igualdad de la Junta de Andalucía, donde se analizan 400 sentencias judiciales relacionadas con la violencia hacia la mujer o hacia los y las menores extraídas del Centro de Documentación Judicial del Consejo General del Poder Judicial (Cendoj) y de información de hemeroteca, de los cuales 51 se identificaron como violencia vicaria y se concluye con un perfil del agresor. El informe ha sido coordinado por Sonia Vaccaro, y en la publicación intervienen Margarita Castillo Cardona, Cristina Mena Casero, Gemma María González García y María Sierra Carballo.
El Ministerio de igualdad ofrece cifras de los niños fallecidos a manos de su padre: desde 2013 a 2021 se han contabilizado 46 menores asesinados por esta violencia vicaria. En 2022 se contabilizó la víctima 47 y primera de ese año el 2 de abril en Sueca.

### México
En 2021, el 25 de noviembre, en coincidencia con el Día Internacional de la Eliminación de la Violencia contra la Mujer, el Frente Nacional de Mujeres MX, comunidad de mujeres que decidió unirse al considerarse víctimas de la violencia vicaria, convocó una marcha con el lema «No más violencia vicaria», exigiendo que se detenga la violencia contra ellas y sus hijos e hijas. En 2022, el Frente Nacional de Mujeres MX pasó a llamarse: Frente Nacional contra Violencia Vicaria (FNCVV), para impulsar la reforma de la Ley de Acceso de las Mujeres a una Vida Libre de Violencia  para incluir la violencia vicaria como forma de violencia de género reconocida legalmente, cuya descripción en la ley está definida como "violencia a través de interpósita persona" , así como la tipificación de este tipo de violencia como delito en los Códigos penales de los estados mexicanos y del Código federal.

### Perú
En Perú la violencia vicaria no cuenta con reconocimiento legal ni es considerada como violencia de género oficialmente. Además, no existen políticas públicas al respecto. Según Inés Agresott, Coordinadora General del Colectivo Mujeres Migrantes Maltratadas Perú, el Estado peruano no cuenta con un enfoque comprometido con la igualdad de género. Por otro lado, el psicólogo Oscar Castillero señala que existen varias formas en las que el maltrato infantil puede manifestarse, como presenciar o experimentar directamente agresiones, todo con la intención de dañar a la víctima principal de forma indirecta. Es importante destacar que este tipo de violencia se dirige a personas cercanas a la víctima principal, que generalmente es una mujer, constituyendo una forma de violencia que busca lastimar a seres queridos para hacer daño a ella, es decir, se ejerce indirectamente a través de terceras personas.
En el año 2017 en la ciudad de Huaraz, se produjo un caso de violencia en el que Anthony Osorio Mujica agredió a su exnovia con un cuchillo después de que ella rechazara sus intentos de reconciliación. La mujer resultó gravemente herida mientras dormía con su hija en su vivienda ubicada en el distrito de Wánchaq. Luego, Osorio causó un incendio en la habitación donde se encontraban la madre y seis hijos de la víctima utilizando gasolina, lo que resultó en la muerte de tres de los hijos y su madre. Los otros familiares sufrieron heridas graves. El agresor escapó del lugar con su hija, pero posteriormente fue detenido en Lima. Osorio fue juzgado y condenado por cuatro delitos, incluyendo intento de feminicidio agravado, secuestro agravado y cuádruple homicidio.
En el año 2022, en Perú, se aprobó modificación del artículo 81 de la Ley 29269 denominada Ley de tenencia compartida. Esta ley se originó a partir de la propuesta del congresista Alejandro Aguinaga con el objetivo de disminuir el número de menores que se encuentran en situación de orfandad a pesar de que sus padres continúan vivos. Algunas organizaciones y colectivos como el Movimiento Manuela Ramos han expresado que la ley no evalúa adecuadamente las circunstancias específicas de cada familia que busca compartir la tenencia, lo que podría aumentar el riesgo de violencia vicaria para los menores y las madres involucradas.